# 大幡町
大幡町（おおばたちょう）は、愛知県岡崎市の町名。丁番を持たない単独町名である。

## 地理
東部地区に位置し、岡崎東部工業団地の一角に相応する。住宅地は町内を走る国道周辺に形成され、その他は森林、農地として利用される。

### 小字
22の小字が設置されている。
| - 荒下（あれした） - 井口（いぐち） - 池田（いけだ） - 一仏（いちぶつ） - 梅ノ木（うめのき） - 会下沢（えげざわ） - 大入（おおいり） - カジヤ（かじや） - 源海（げんかい） - 五斗牧（ごとまき） - 竹ノ花（たけのはな） | - 中根（なかね） - 中屋（なかや） - ナマリ（なまり） - 西方便野（にしほうべんの） - 西山（にしやま） - 仁反田（にたんだ） - 野添（のぞえ） - 東方便野（ひがしほうべんの） - 方便野（ほうべんの） - 堀田（ほりた） - マセ口（ませぐち） |

## 世帯数と人口
2019年（令和元年）5月1日現在の世帯数と人口は以下の通りである。
| 町丁   | 世帯数  | 人口  |
| ------ | ------- | ----- |
| 大幡町 | 153世帯 | 397人 |

### 人口の変遷
国勢調査による人口の推移
| 1995年（平成7年）  | 440人 | [ 5 ] |  |
| 2000年（平成12年） | 437人 | [ 6 ] |  |
| 2005年（平成17年） | 440人 | [ 7 ] |  |
| 2010年（平成22年） | 406人 | [ 8 ] |  |
| 2015年（平成27年） | 396人 | [ 9 ] |  |

## 小・中学校の学区
市立小・中学校に通う場合、学区は以下の通りとなる。
| 番・番地等 | 小学校             | 中学校             |
| ---------- | ------------------ | ------------------ |
| 全域       | 岡崎市立本宿小学校 | 岡崎市立東海中学校 |

## 歴史
額田郡大幡村を前身とする。

### 年表
- [[1889年（明治22年）10月1日 - 町村制施行に伴い、本宿村の大字下衣文となる。
- 1955年（昭和30年）2月1日 - 本宿村が岡崎市に編入され、同市の下衣文町となる。

## 交通
- 国道473号
  - 岡崎額田バイパス
  - 樫山街道（旧国道473号の部分）

## 施設

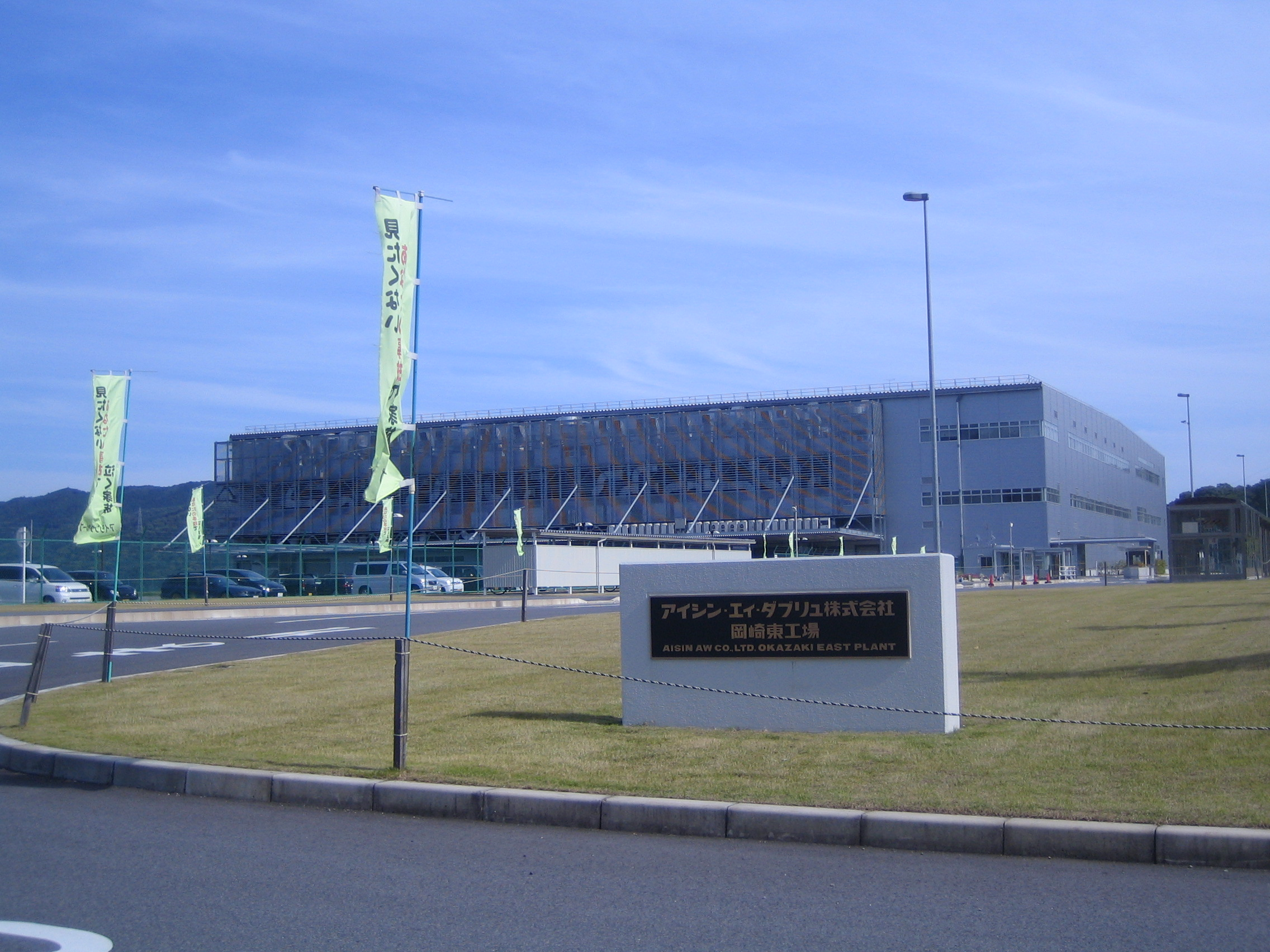
アイシン岡崎東工場

- 白髪神社
- 清凉寺
- アイシン岡崎東工場
- 葵商店岡崎工場
- 髙木化学研究所本社
- 大幡公民館
- 大幡運動広場

## その他

### 日本郵便
- 郵便番号 : 444-3502[3]（集配局：岡崎郵便局[11]）。

## 参考資料
- 「角川日本地名大辞典」編纂委員会 編『角川日本地名大辞典 23 愛知県』角川書店、1989年3月8日。ISBN 4-04-001230-5。
- 有限会社平凡社地方資料センター 編『日本歴史地名体系第23巻 愛知県の地名』平凡社、1981年。ISBN 4-582-49023-9。